# 調和解析
数学の一分野としての調和解析（ちょうわかいせき、英: Harmonic analysis）は、関数や信号を基本波の重ね合わせとして表現することに関わるもので、フーリエ級数やフーリエ変換及びその一般化について研究する分野である。主要な周波数（波長）の成分に着目し、問題を分析することができる。
19世紀から20世紀を通じて、調和解析の扱う主題は広く、応用も信号処理、量子力学、神経科学など多岐にわたる。
「調和 (harmonic)」の語は、もとは物理的な固有値問題から来たもので、（楽器の弦における調和振動の周波数のように）周波数が他の周波数の整数倍となっているような波を意図したものであるが、現在ではその原義を超えて一般化した使い方をされる。
Rn 上の古典フーリエ変換は未だ活発な研究の成されている領域であり、特により一般の緩増加超関数などの対象についてのフーリエ変換に関心が持たれる。例えば、シュワルツ超関数 f に適当な仮定を課すときに、それらの仮定を f のフーリエ変換に関する仮定に翻訳することを考えることができる。ペイリー・ウィーナーの定理はその一例である。ペイリー・ウィーナーの定理からすぐに従うことに、f がコンパクト台を持つ非零超関数（これにはコンパクト台を持つ関数ももちろん含まれる）ならばそのフーリエ変換がコンパクト台を持つことは起こりえない。これは調和解析的な設定のもとでの非常に初等的な形の不確定性原理と言うことができる（フーリエ級数の収束も参照）。
フーリエ級数はヒルベルト空間論の文脈でも有効に調べられており、調和解析と関数解析学とを結ぶものとなっている。

## 抽象調和解析
調和解析のより現代的な部分の一つは、20世紀中盤に源を発する位相群上の解析学である。その中心原理となる考えは、局所コンパクトなハウスドルフ位相群上で定義された関数に対して一般化することのできる種々のフーリエ変換である。 
可換局所コンパクト群に対する調和解析の理論はポントリャーギン双対性と呼ばれる。これは調和解析の持つ主な特徴を説明する分には十分な内容を持つと考えられる。調和解析は、このような双対性とフーリエ変換の性質について研究すること、およびそれらの特徴をもっとほかの状況（たとえば、非可換リー群など）への拡張を試みることを目的とする。 
一般の非可換な局所コンパクト群に対する調和解析は、ユニタリ群の表現論に近しい関係にある。特にコンパクト群に対するペーター・ワイルの定理は、表現の各同値類から既約表現を選び出すことによって関数の調和分解が得られることを明らかにするものである。この調和分解の作り方は、古典フーリエ変換の持つ有用な性質（例えば畳み込みを点ごとの積へ写すことなど）を保ち、あるいは台となる群構造のある種の理解を導くことを可能とする（非可換調和解析も参照）。
可換でもコンパクトでもない（局所コンパクト）群については、未だ十分な一般論は知られていない（ここで「十分な」というのは、少なくともプランシュレルの定理と同等の内容を含むということと考えてよい）が、特定の場合についての理論はよく調べられているものが多くあり、例えば特殊線型群 SLn の場合の理論は無限次元の表現論において著しい役割を果たす。

## 他の分科
- 領域や多様体あるいは（より限定的だが）グラフ上で定義された、ラプラス作用素の固有値や固有ベクトルの研究も、調和解析の一部であると考えられる。例えば太鼓の形を聴くこと（英語版）などを参照。
- ユークリッド空間上の調和解析は Rn 上のフーリエ変換の性質を扱うが、その中には一般の群への類似対応を持たないようなものも含まれる。例えば、この場合のフーリエ変換は回転不変であるという性質を持つ。また、フーリエ変換を動径成分と球面成分へ分解することから、ベッセル関数や球面調和関数に関する話題が導かれる。
- 管状領域上の調和解析はハーディ空間の性質をより高次元へ一般化する試みである。

## 一般化調和解析
一般化調和解析は被分析信号を非調和関係にある正弦波の和(即ち概周期信号)で表現するので従来の短時間フーリエ変換 (STFT) より優れた時間-周波数分解能を有するものの、同時に膨大な計算量を必要とするため処理に多大な時間を要するので普及には至っていなかった。近年、計算機の性能向上と実用的なアルゴリズムの開発により、ようやく普及しつつある。

## 非調和解析
非調和解析(NHA)は分析窓の影響を受けにくいため、高い周波数分解能を有し、これまでの周波数解析法に比べ10万 〜 100億倍の精度向上が見込めるため、信号の微小な変化も解析することができる。